# Domarböle, Sund
Domarböle är en by i Sunds kommun på Åland med 15 invånare (2023). Den ligger söder om sjöarna Östra och Västra Kyrksundet och består huvudsakligen av åkermark och skog.

## Historia
Domarböle är tillsammans med grannbyarna Smedsböle, Svensböle och Jussböle medeltida nybyggen, anlagda på utmark som tillhört områdets äldsta by, Finby.
Bynamnet är sammansatt av en person- eller yrkesbenämning  domare samt ordet böle med betydelsen ’gård’ eller ’nybygge’.
Byn omtalas första gången i skrift den 27 juni 1498 i Stockholms stads tänkebok, då en Hinrik Joansson j Swnda sochn j Domare by j Alandh befann sig i staden i arvsangelägenheter. Namnformen Domare by är en missuppfattning av skrivaren i Stockholm som inte var förtrogen med de åländska ortnamnen. Det finns också tidigare belägg, det äldsta från 1410, som lyder enbart Böle och som anses syfta på byarna Smedsböle, Svensböle och Domarböle. På 1530-talet verkar ägoförhållandena i området ha varit ganska röriga. Bönderna noterades omväxlande i olika byar olika år. Dessutom nämns 1537 en gård Mörsaböle som ska ha varit en del av Smedsböle, men som inte omtalas senare.
I 1500-talet skatteböcker omtalas fem (ibland fyra) bönder i Domarböle. Längre fram i tiden, på 1700- och 1800-talen, hade antalet hemman i byn minskat till tre:
- nr 1 Mellangård,
- nr 2 Norrgård och
- nr 3 Södergård.[9]

Ännu i mitten på 1700-talet hade Domarböle, Svensböle och Smedsböle gemensam utmark (skog och mulbete), vilket framgår av en lantmäterikarta från 1750. Det visar att byarna hade ett gemensamt ursprung och att bybildningsprocessen ännu inte var helt avslutad. 
Domarböle hörde till Sunds församling fram till 1985, därefter till Sund-Vårdö församling och ingår sedan 2022 i Norra Ålands församling.

## Befolkningsutveckling
| Befolkningsutvecklingen i Domarböle 1970–2020 | Befolkningsutvecklingen i Domarböle 1970–2020 | Befolkningsutvecklingen i Domarböle 1970–2020 | Befolkningsutvecklingen i Domarböle 1970–2020 | Befolkningsutvecklingen i Domarböle 1970–2020 |
| --------------------------------------------- | --------------------------------------------- | --------------------------------------------- | --------------------------------------------- | --------------------------------------------- |
|                                               |                                               |                                               |                                               |                                               |
| År                                            |                                               |                                               | Folkmängd                                     |                                               |
| 1970                                          | 1970                                          |                                               | 15                                            |                                               |
| 1980                                          | 1980                                          |                                               | 8                                             |                                               |
| 1990                                          | 1990                                          |                                               | 10                                            |                                               |
| 2000                                          | 2000                                          |                                               | 8                                             |                                               |
| 2010                                          | 2010                                          |                                               | 8                                             |                                               |
| 2020                                          | 2020                                          |                                               | 16                                            |                                               |
|                                               |                                               |                                               |                                               |                                               |